# John Goodsir
John Goodsir (* 20. März 1814 in Anstruther; † 6. März 1867 in Wardie bei Edinburgh) war ein schottischer Anatom.

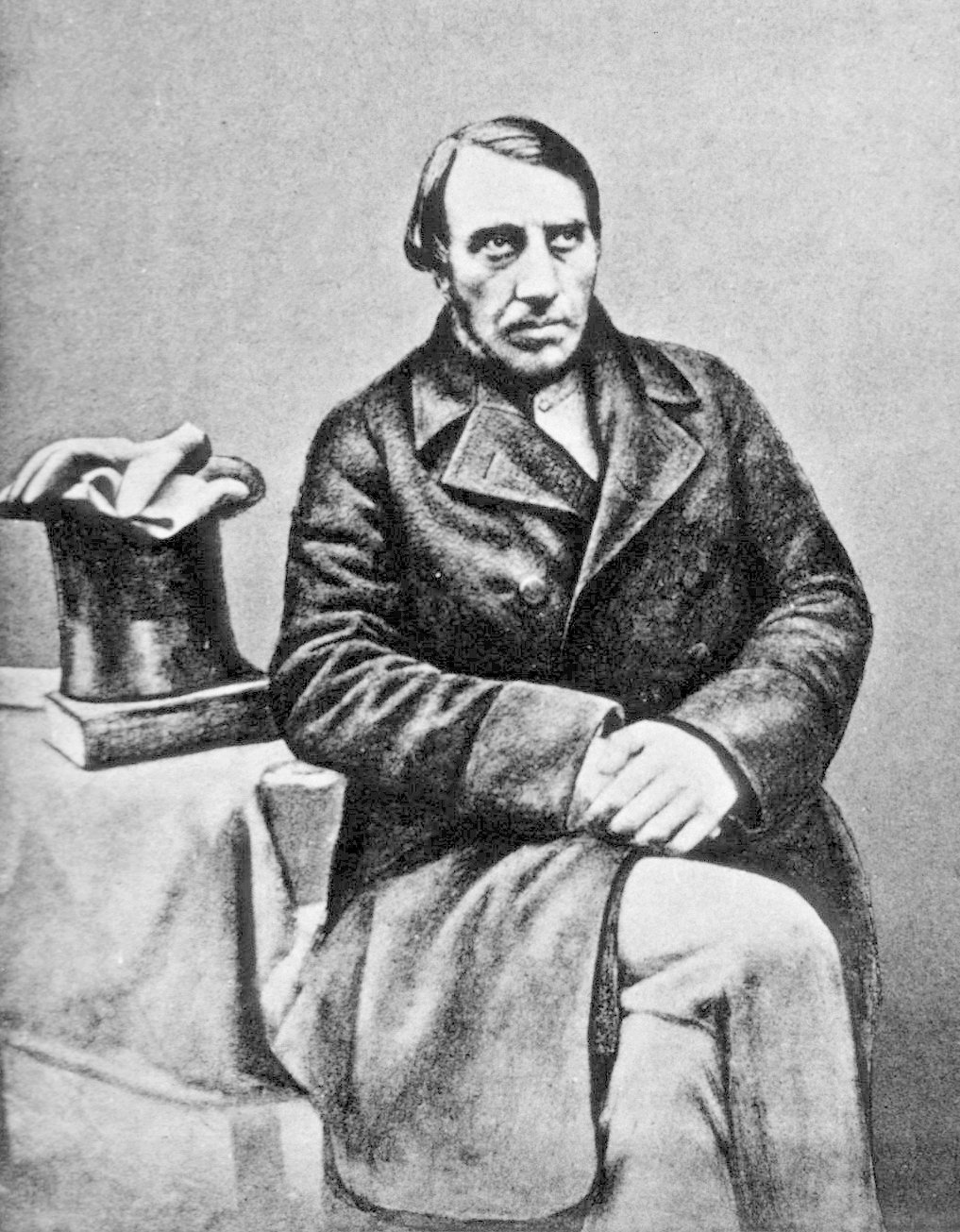
John Goodsir

## Leben
Goodsir besuchte die University of St Andrews und ging bei einem Zahnarzt und Chirurgen in Edinburgh in die Lehre und studierte Anatomie bei Robert Knox und Chirurgie bei James Syme. Außerdem studierte er am Royal College of Surgeons of Edinburgh mit dem Lizenziats-Abschluss 1835. Anschließend trat er 1835 der Praxis seines Vaters in der Hafenstadt Anstruther bei.
1839 veröffentlichte er im Edinburgh Medical and Surgical Journal einen Aufsatz über Zähne, der ihm Anerkennung in wissenschaftlichen Kreisen verschaffte und den er auch vor der British Association for the Advancement of Science präsentierte. So bewies Goodsir den unabhängigen Ursprung von Milchzähnen und bleibenden Zähnen. Edward Forbes, ein Studienfreund aus Edinburgh und später ein berühmter Naturforscher, zog ihn zu Untersuchungen über Meerestiere heran, hauptsächlich befasste er sich aber mit Anatomie, Histologie und Pathologie des Menschen. 1840 zog er nach Edinburgh und wurde 1841 Konservator am Museum des Royal College of Surgeons of Edinburgh als Nachfolger von William McGillivray. Seine Vorlesungen von 1842/43 über die Bedeutung des Zellkonzepts für die Anatomie wirkten bahnbrechend und beeinflussten auch Rudolf Virchow, der sein Werk über Cellularpathologie von 1858 Goodsir widmete. 1843 wurde er Kurator am Museum der Universität Edinburgh, 1844 Demonstrator für Anatomie und 1846 Anatomie-Professor als Nachfolger von Alexander Monro III.
Goodsir reorganisierte dort den Anatomieunterricht. 1847 hielt er auch Vorlesungen über vergleichende Anatomie der Wirbeltiere und 1853 über Naturgeschichte in Vertretung des kranken Robert Jameson. Anschließend bereiste er Europa (besonders Wien, Berlin und Paris). Er befasste sich mit der Entwicklung organischer Formen und vertrat die Theorie, dass Dreiecke die fundamentalen Bausteine in der belebten und unbelebten Natur seien.
1848 wurde er Fellow des Royal College of Surgeons. Er war Fellow der Royal Society und der Royal Society of Edinburgh (1842). 1849 wurde er zum Mitglied der American Philosophical Society gewählt.

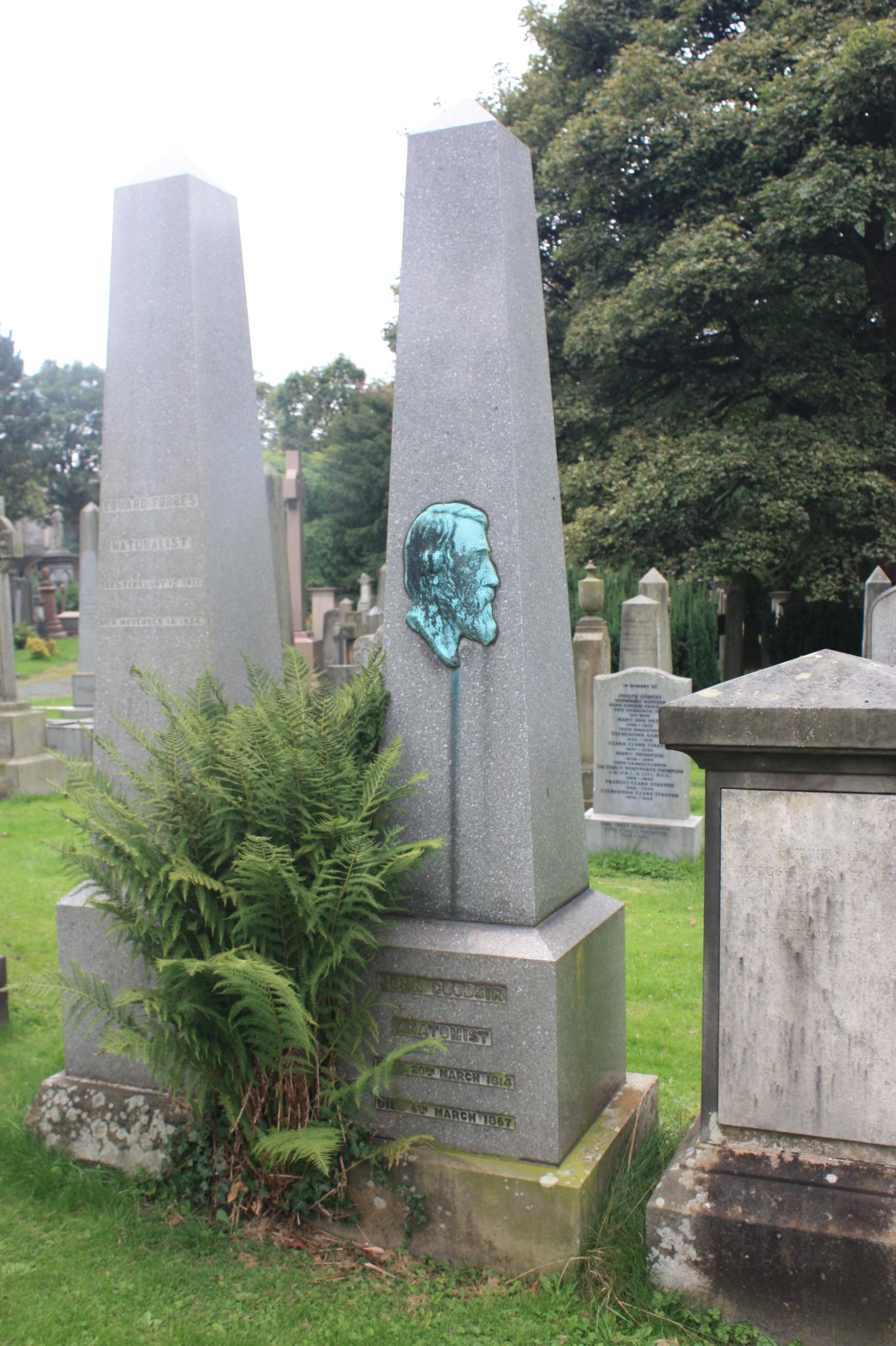
Grab von Goodsir, Dean Cemetery, Edinburgh

Sein jüngerer Bruder Harry Goodsir war 1843 sein Nachfolger als Konservator am Royal College of Surgeons of Edinburgh. Er starb als Arzt und Naturforscher der letzten Franklin-Expedition von 1845. Ein weiterer Bruder Robert Goodsir suchte ihn vergeblich als Mitglied zweier Suchexpeditionen.
Nach ihm und Harry Goodsir ist der Mount Goodsir in den kanadischen Rockies benannt.

## Schriften
- Anatomical and Physiological Observations, Edinburgh 1845, Biodiversity Library
- Anatomical Memoirs, 2 Bände, Edinburgh 1868 (Herausgeber William Turner mit Biographie von Goodsir von Henry Lonsdale).